# Datsun Go
Der Datsun Go wurde am 15. Juli 2013 in Neu-Delhi erstmals der Weltöffentlichkeit präsentiert. Der Kleinwagen ist das erste Modell von Datsun seit den 1980er Jahren, seitdem alle Modelle unter dem Namen des Mutterkonzerns Nissan weltweit vermarktet wurden. Anders als früher wollte Datsun nun ähnlich wie Dacia bei Renault niedrigpreisige Modelle bauen, die vorerst nur in den sogenannten aufstrebenden Schwellenländern wie Indien und anderen asiatischen Ländern, Südamerika und Osteuropa angeboten werden. Der durch den Renault-Nissan-Vorsitzenden Carlos Ghosn präsentierte Go wurde ab 2014 in Indien und Indonesien verkauft.

## Modellgeschichte, Technik und Zukunft
Der Go ist mit dem Nissan Micra K13 optisch und technisch verwandt, jedoch nicht baugleich. Der Radstand und die Länge sind ähnlich, der Go ist aber je 3 cm niedriger und schmaler. Die Karosserieform wurde im Nissan-Designzentrum in Japan gestaltet, die Konstruktion des Wagens wurde von indischen Ingenieuren bei Renault Nissan Automotive India übernommen. Die Produktion startete im Herbst 2013 im Renault-Nissan-Automotive-India-Werk in Oragadam nahe Chennai als Rechtslenker. Ab 2014 entstanden auch linksgelenkte Versionen für den Export nach Russland. Ebenso wurde der Go ab 2014 im Nissan-Werk Purwakarta in Indonesien zusammen mit dem MPV Datsun GO+ gebaut.
Das fünftürige Schrägheck-Modell mit Frontantrieb erhält den bereits aus dem Nissan Micra bekannten 1,2-Liter-Ottomotor mit 5-Gang-Schaltgetriebe. In Indien sollte der fünf Sitzplätze bietende Go weniger als 400.000 Indische Rupien kosten (rund 5100 Euro). Über eine Dockingstation soll ein Smartphone angebunden werden können, ansonsten hat der Go nur die allernotwendigste Ausstattung.

## Sicherheit
Laut einem Beitrag des Internetablegers von Le Moniteur Automobile, ein belgisches Automagazin, schnitt der Datsun Go ohne Airbags bei einem NCAP-Crashtest mit einem Rating von 0,00 von maximal 17 Punkten im Fahrer- und Beifahrerschutz und 15,06 Punkte von 49 Punkten im Kinderinsassenschutz schlecht ab. Beim Global NCAP-Crashtest erhielt der Datsun GO 0 von 5 möglichen Sternen.

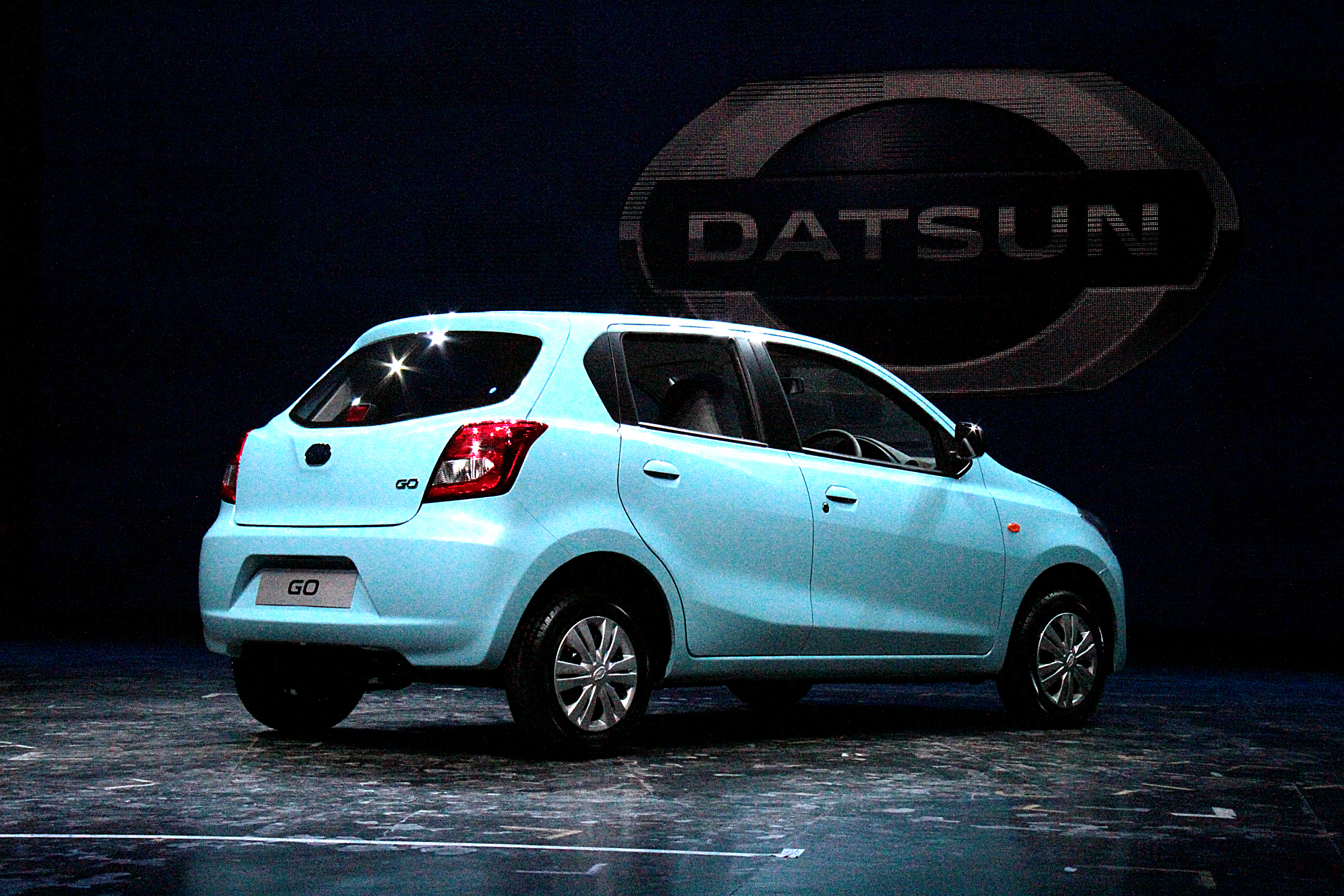
Heckansicht
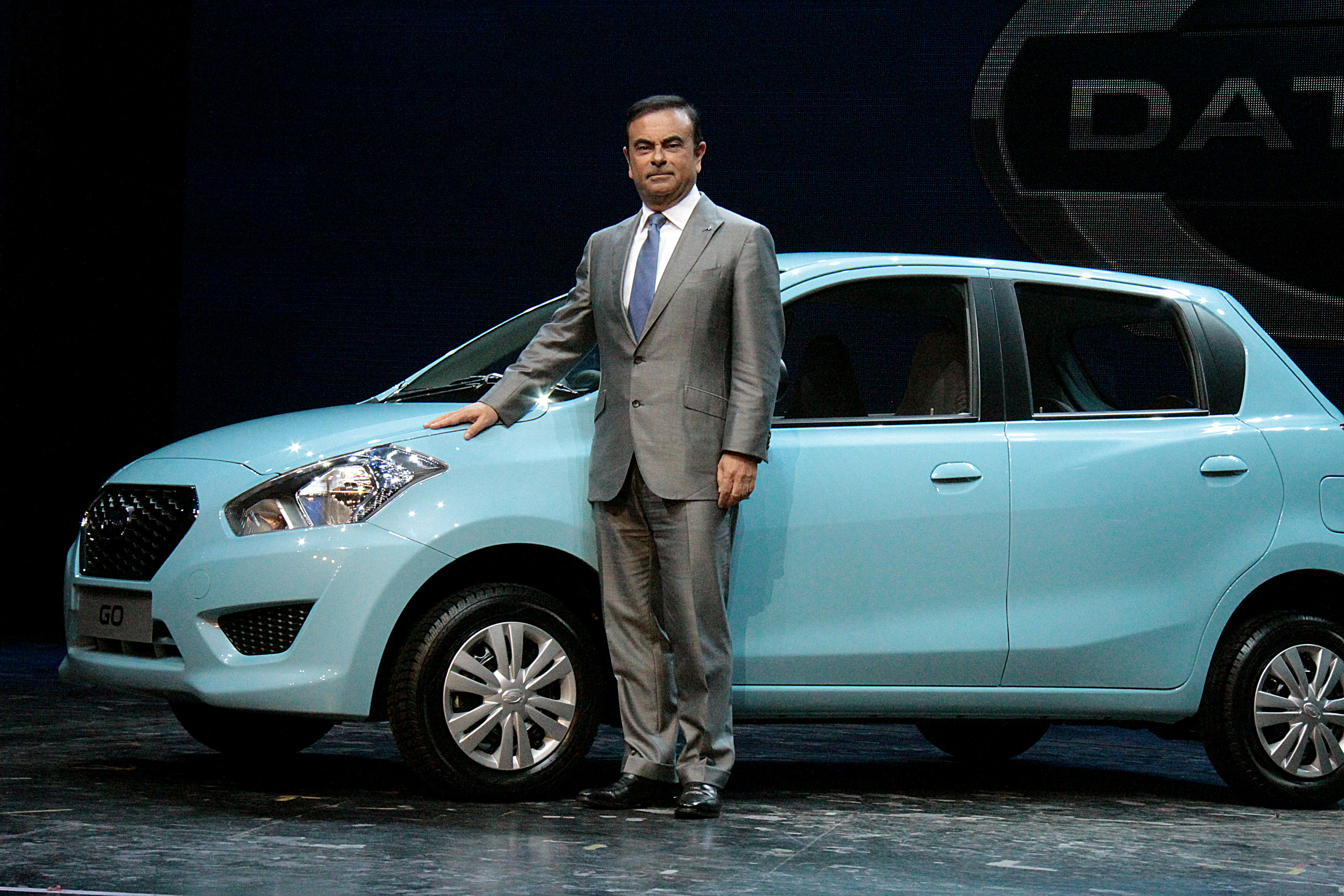
Datsun Go Präsentation New Delhi Juli 2013
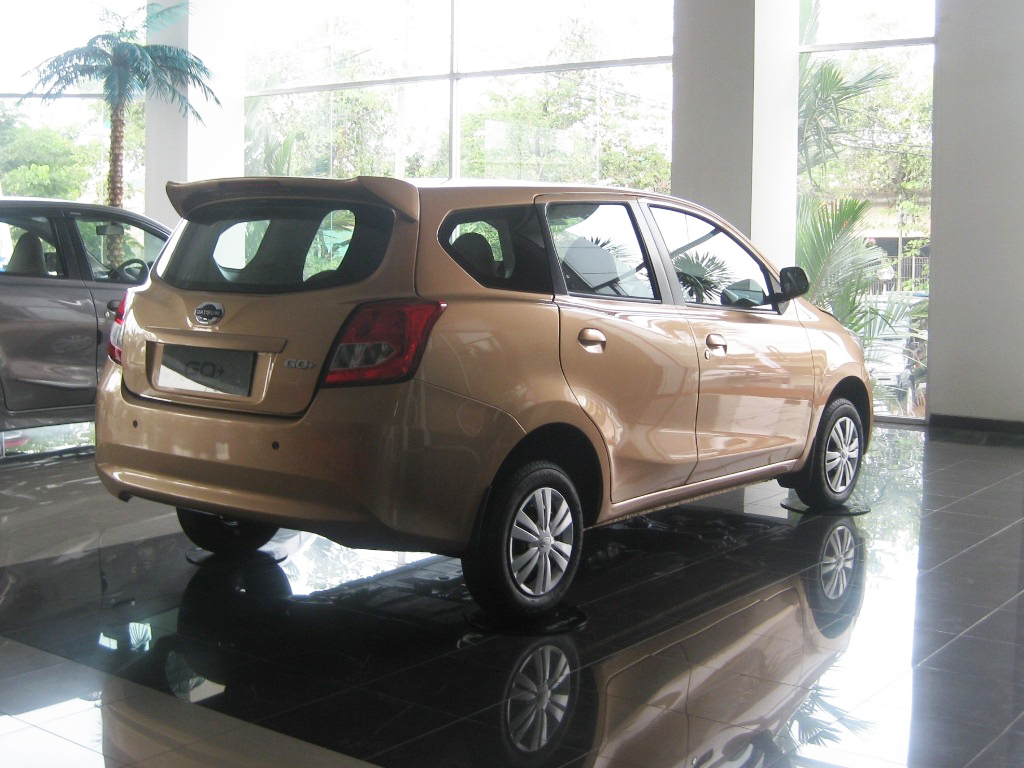
Heckansicht Datsun GO+

## Technische Daten
|                                             | 1.2                   |                      |
| Bauzeitraum                                 | 2013–2021             | 2019–2021            |
| Motorkenndaten                              |                       |                      |
| Motortyp                                    | R3-Ottomotor          | R3-Ottomotor         |
| Hubraum                                     | 1198 cm³              | 1198 cm³             |
| max. Leistung bei min−1                     | 50 kW (68 PS) / 5000  | 57 kW (77 PS) / 6000 |
| max. Drehmoment bei min−1                   | 104 Nm / 4000         | 104 Nm / 4400        |
| Kraftübertragung                            |                       |                      |
| Antrieb                                     | Vorderradantrieb      | Vorderradantrieb     |
| Getriebe, serienmäßig                       | 5-Gang-Schaltgetriebe | Stufenloses Getriebe |
| Messwerte                                   |                       |                      |
| Höchstgeschwindigkeit                       | 161 km/h              | k. A.                |
| Beschleunigung, 0–100 km/h                  | 13,3 s                | k. A.                |
| Kraftstoffverbrauch auf 100 km (kombiniert) | 5,2 l Super           | 5,0 l Super          |
| CO2-Emissionen (kombiniert)                 | 123 g/km              | k. A.                |
| Tankinhalt                                  | 35 l                  | 35 l                 |